# فرشته (ترانه پینک‌پانترس)
«فرشته» (به انگلیسی: Angel) ترانه‌ای از خوانندهٔ انگلیسی پینک‌پانترس می‌باشد که در آلبوم موسیقی‌متن فیلم محصول سال ۲۰۲۳ باربی تحت نام باربی: آلبوم، قرار دارد. این ترانه در ۹ ژوئن سال ۲۰۲۳ به‌عنوان دومین تک‌آهنگ از این آلبوم منتشر گردید.